# Gilbert Bokanowski
Pour les articles homonymes, voir Bokanowski.
Gilbert Bokanowski dit Gilbert Boka, né le 17 septembre 1920 à Toulouse et mort le 28 octobre 1975 dans la même ville, est un producteur de cinéma et acteur français. 
Il a notamment interprété à trois reprises le roi Louis XVI pour Sacha Guitry.

## Filmographie

### Comme acteur
- 1954 : Madame du Barry de Christian-Jaque
- 1954 : Si Versailles m'était conté... de Sacha Guitry – Louis XVI
- 1955 : Napoléon de Sacha Guitry – Louis XVI
- 1956 : Si Paris nous était conté de Sacha Guitry – Louis XVI
- 1957 : Les trois font la paire de Sacha Guitry – Duval, le producteur
- 1957 : Assassins et Voleurs de Sacha Guitry – M. Naquet
- 1957 : Le Naïf aux quarante enfants de Philippe Agostini – M. Castel, un professeur
- 1958 : La Vie à deux de Clément Duhour – Roland Sauvage, l'éditeur

### Comme producteur
- 1955 : Napoléon
- 1956 : Si Paris nous était conté
- 1957 : Les trois font la paire
- 1957 : Assassins et Voleurs
- 1957 : Le Tour du monde en quatre-vingts jours de Michael Anderson
- 1957 : Le Naïf aux quarante enfants
- 1958 : La Vie à deux
- 1959 : Vous n'avez rien à déclarer ? de Clément Duhour
- 1960 : Le Bal des espions de Michel Clément
- 1961 : Les Amours célèbres de Michel Boisrond
- 1962 : Le crime ne paie pas de Gérard Oury
- 1963 : Les Saintes Nitouches de Pierre Montazel